# Idioma toba

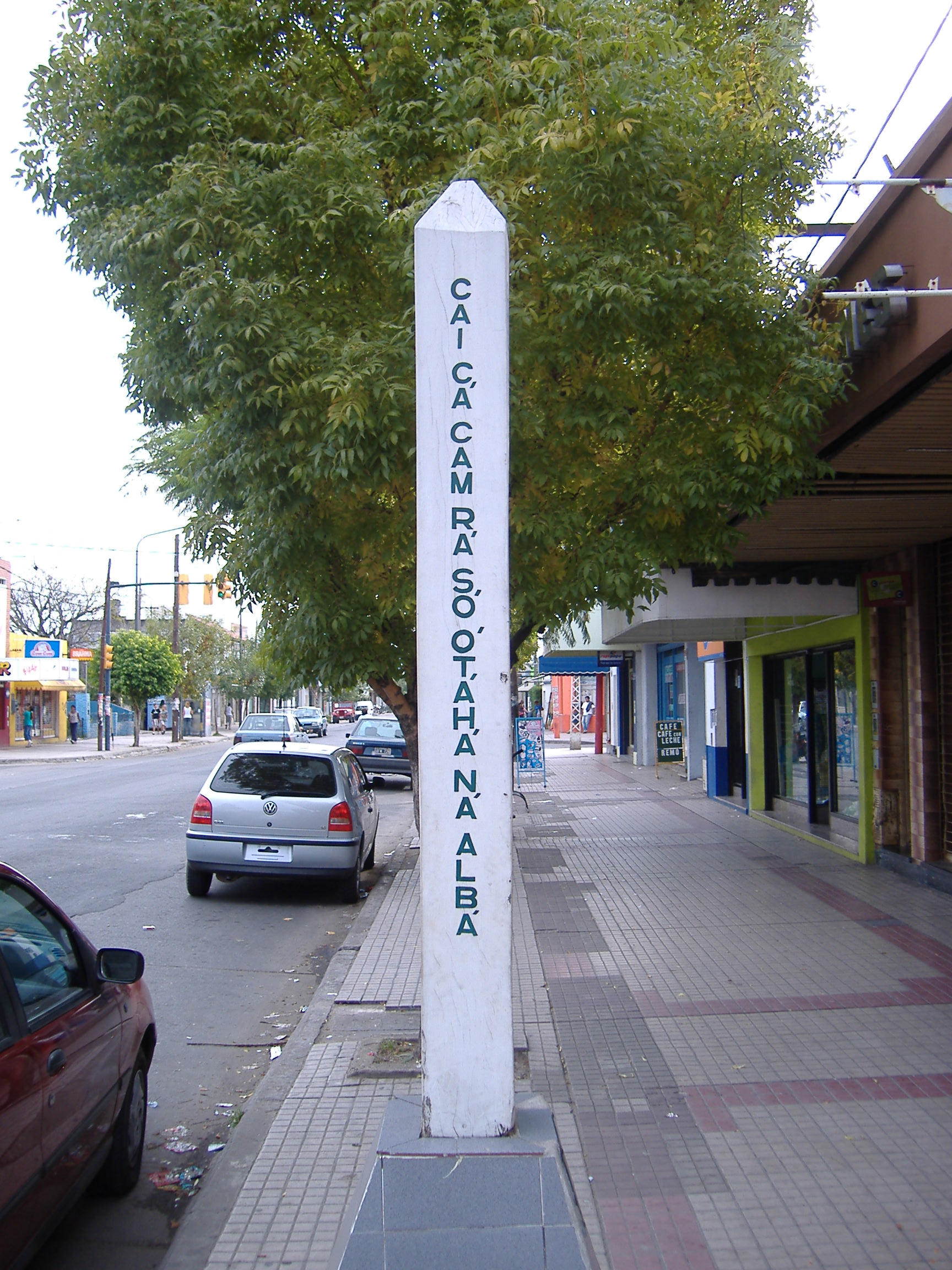
Poste en idioma toba en la ciudad de Rosario, provincia de Santa Fe. Dicha ciudad, en las últimas décadas, ha sido gran receptora de migrantes de etnia qom provenientes tanto del Chaco como de Formosa.

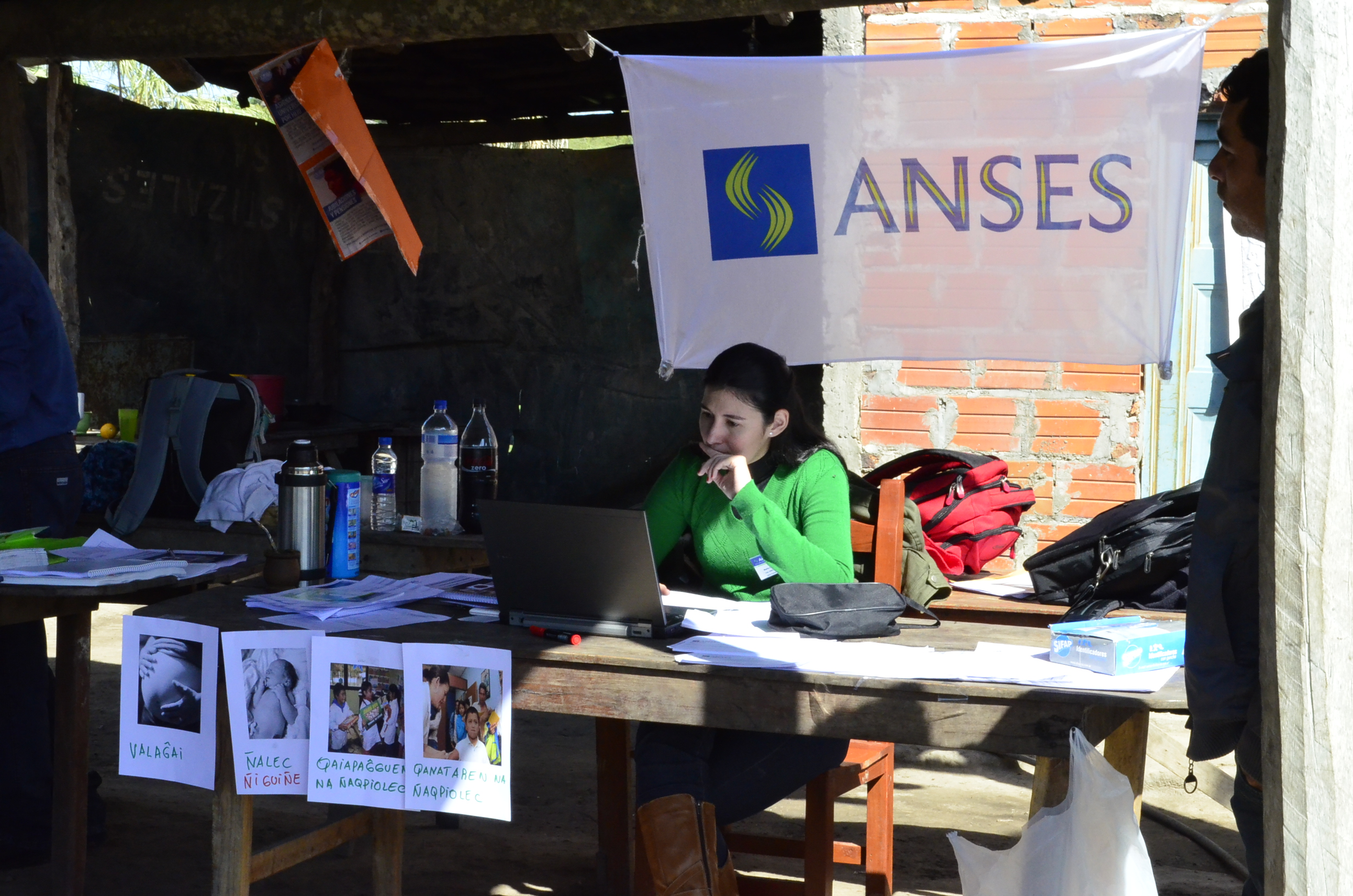
Diversos carteles en idioma toba en Formosa, Argentina.

El idioma toba, qom, qom la'aqtaqa o toba qom es una lengua de la familia lingüística mataco-guaycurú hablada en Sudamérica, más concretamente en el Gran Chaco, por el pueblo toba (qom). En Argentina se extiende mayoritariamente por el este de la provincia de Formosa y Chaco donde reside la mayoría de los 50 810 hablantes del idioma. Otros nombres para el idioma incluyen qom, toba del sur o también qomlaqtaq, que parece ser el nombre que le dan sus hablantes. El idioma es distinto del toba pilagá o pilagá, perteneciente a la misma familia, y del toba maskoy de Paraguay, una lengua mascoyana.
En 2010, la provincia del Chaco en Argentina designó el qom como idioma cooficial con el español y los idiomas originarios moqoít y wichí. En 2015, el Poder Judicial de la provincia de Formosa, anunció que publicará la Ley de Violencia Familiar formoseña en idiomas qom y guaraní.

## Aspectos históricos, sociales, naturales y culturales

### Dialectología y variantes
Se distinguen ocho dialectos principales el más septentrional es el takšik y el más meridional es el lañagašik, entre ambos se encuentra el no'olganak.

## Descripción lingüística

### Fonología
El toba distingue fonológicamente las siguientes vocales:
|             | Anterior | Posterior |
| ----------- | -------- | --------- |
| Cerrada     | i iː     |           |
| Semicerrada | e eː     | o oː      |
| Abierta     | a aː     | a aː      |

El inventario de consonantes viene dado por:
|                 | Labial | Dental | Alveolar | Alveolopalatal | Palatal | Velar | Uvular | Glotal |
| --------------- | ------ | ------ | -------- | -------------- | ------- | ----- | ------ | ------ |
| Nasal           | m      | n      |          |                | ɲ       |       |        |        |
| Plosiva         | p      |        | t d      |                |         | k ɡ~ɣ | q ɢ~ʁ  | ʔ      |
| Africado        |        |        |          | t͡ʃ             |         |       |        |        |
| Fricativo       |        |        | s        | ʃ ʒ            |         |       |        | h      |
| Aproximante     |        | l      |          | j              | ʎ       | w     |        |        |
| Vibrante simple |        | ɾ      |          |                |         |       |        |        |

## Estudios
La primera obra de gramática del toba fue escrita por el misionero Alonso de Barzana en el siglo XVI, pero solo sería publicada tres siglos después, en 1893, por Samuel Lafone Quevedo con el título Arte y vocabulario de la lengua toba.

## Ejemplo
El siguiente es un texto de ejemplo en qom, el artículo 1 de la Declaración Universal de los Derechos Humanos:
Toba qom:
'Enauac na naaxat shiỹaxauapi na mayipi huesochiguii qataq 'eeta'a't da l'amaqchic qataq da 'enec qataq ỹataqta ỹaỹate'n naua lataxaco qataq nua no'o'n nvilỹaxaco, qaq ỹoqo'oyi iuen da i 'oonolec ỹataqta itauan ichoxoden ca lỹa.
Traducción:
Todos los seres humanos nacen libres e iguales en dignidad y derechos y, dotados como están de razón y conciencia, deben comportarse fraternalmente los unos con los otros.